# Attenberg
Attenberg, är en grekisk dramafilm från 2010 skriven och regisserad av Athina Rachel Tsangari.

## Om filmen
Filmen är inspelad i Aspra Spitia och hade världspremiär vid Filmfestivalen i Venedig den 8 september 2010. Den hade svensk premiär den 29 april 2011 och är tillåten från 15 år.
Filmen var Greklands bidrag till Oscar för bästa icke-engelskspråkiga film vid Oscarsgalan 2012,, men blev inte nominerad.

## Handling
Marina är en sexuellt oerfaren 23-årig kvinna som bor med sin döende far. En dag kommer en främling till staden och de båda inleder ett sexuellt förhållande.

## Medverkande
- Ariane Labed –	Marina
- Giorgos Lanthimos – ingenjören
- Vangelis Mourikis – Spyros, Marinas far
- Evangelia Randou –	Bella